# Sandra Izbașaová
Sandra Raluca Izbașaová (* 18. června 1990, Bukurešť) je bývalá rumunská gymnastka. Získala zlatou medaili v disciplíně prostná na olympijských hrách v Pekingu roku 2008 a v disciplíně přeskok na olympijských hrách v Londýně v roce 2012. Krom toho má z Londýna i Pekingu bronz ze soutěže družstev. Má ve sbírce též sedm zlatých medailí z mistrovství Evropy, z toho pět je individuálních (prostná 2006, 2008, 2011, přeskok 2011, 2012). Jejím nejlepším výsledkem na mistrovství světa bylo stříbro z kladiny ze šampionátu v roce 2006. Vedle toho má z MS dva bronzy (víceboj 2006, družstva 2007). Na OH 2012 byla vybrána jako vlajkonoška rumunské výpravy na závěrečném ceremoniálu. V roce 2008 byla Rumunskou gymnastickou federací jmenována gymnastkou roku. Byla vyznamenána řádem "Za zásluhy o tělo" I. třídy. Je příslušnicí rumunské armády. V dubnu 2018 byla povýšena do hodnosti kapitána.